# Anthobothrium lacinatum
Anthobothrium lacinatum är en plattmaskart. Anthobothrium lacinatum ingår i släktet Anthobothrium och familjen Phyllobothriidae. Inga underarter finns listade i Catalogue of Life.